# Szemsávos fecskeseregély
A szemsávos fecskeseregély (Artamus superciliosus) a madarak (Aves) osztályának a verébalakúak (Passeriformes) rendjéhez, ezen belül a fecskeseregély-félék (Artamidae) családjához tartozó faj.

## Előfordulása
Ausztrália területén honos. Kóborlásai során eljut Új-Zélandra is. Erdőkben, gyümölcsösökben és a városban is megtalálható.

## Megjelenése
Testhossza 21–23 centiméter, testsúlya 37 gramm. Hasa gesztenyebarna, máshol szürke színű, fején jellegzetes fehér szemöldök található. A tojó tollazata jellegtelenebb, mint a hímé. A fiatal madár fehér foltos és hiányzik a fehér szemöldök.

## Életmódja
Rovarokkal táplálkozik, de ecsetszerű nyelvével nektárt is eszik.

## Szaporodása
Szaporodási ideje augusztustól decemberig tart. Fészkét, melyet 1–6 méter magasban helyez el, fűből és gyökérből készíti. Fészekalja 2–3 tojásból áll, melyet mindkét szülő költ 16 napon keresztül. A fiókák fészekben töltött ideje a kikelés után 15 nap.

## Külső hivatkozások
- Képek az interneten a fajról
- Ibc.lynxeds.com - videó a fajról